# SA-2
SA-2 (Saturn-Apollo 2) byl druhým zkušebním letem rakety Saturn I, prvním v projektu Highwater a součást programu Apollo.

## Cíle

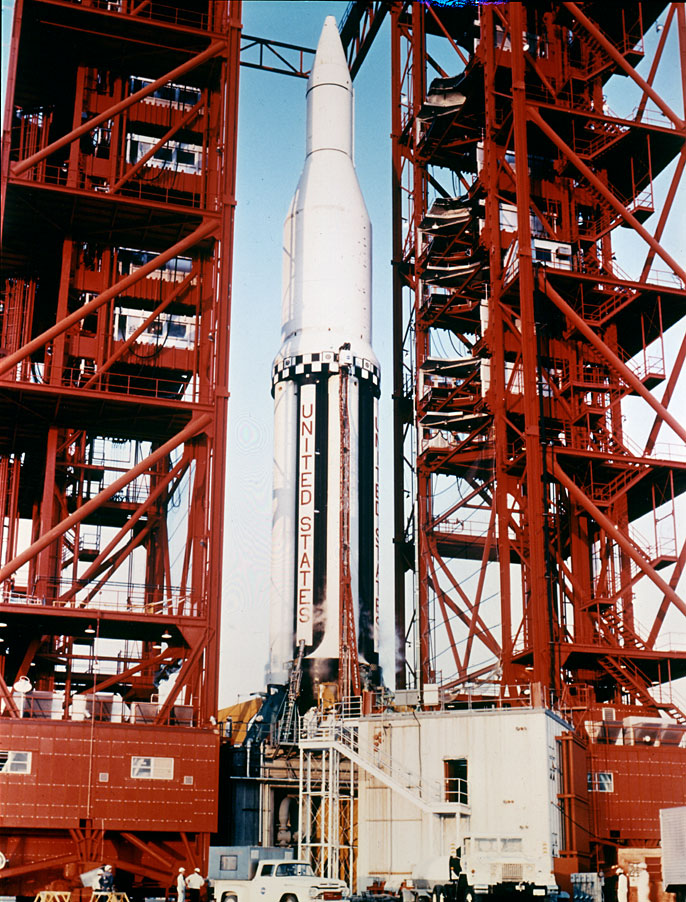
Saturn I na odpalovací rampě

Cíle letu byly stejné jako při minulé misi SA-1 a to otestovat motory, tuhost konstrukce a další parametry. Dalším úkolem mise bylo studium účinků vypuštění velkého množství vody ve vyšších vrstvách atmosféry. Tím se zabýval projekt Highwater. Raketa měla jako při předchozím letu druhý a třetí stupeň naplněn vodou, celkem 109 000 litrů. Raketa měla vynést náklad do výšky 105 kilometrů a zde mělo dojít k odpálení náloží a rozptýlení vody v atmosféře. Studovány měly být účinky na radiové vyslání a místní počasí.

## Průběh letu

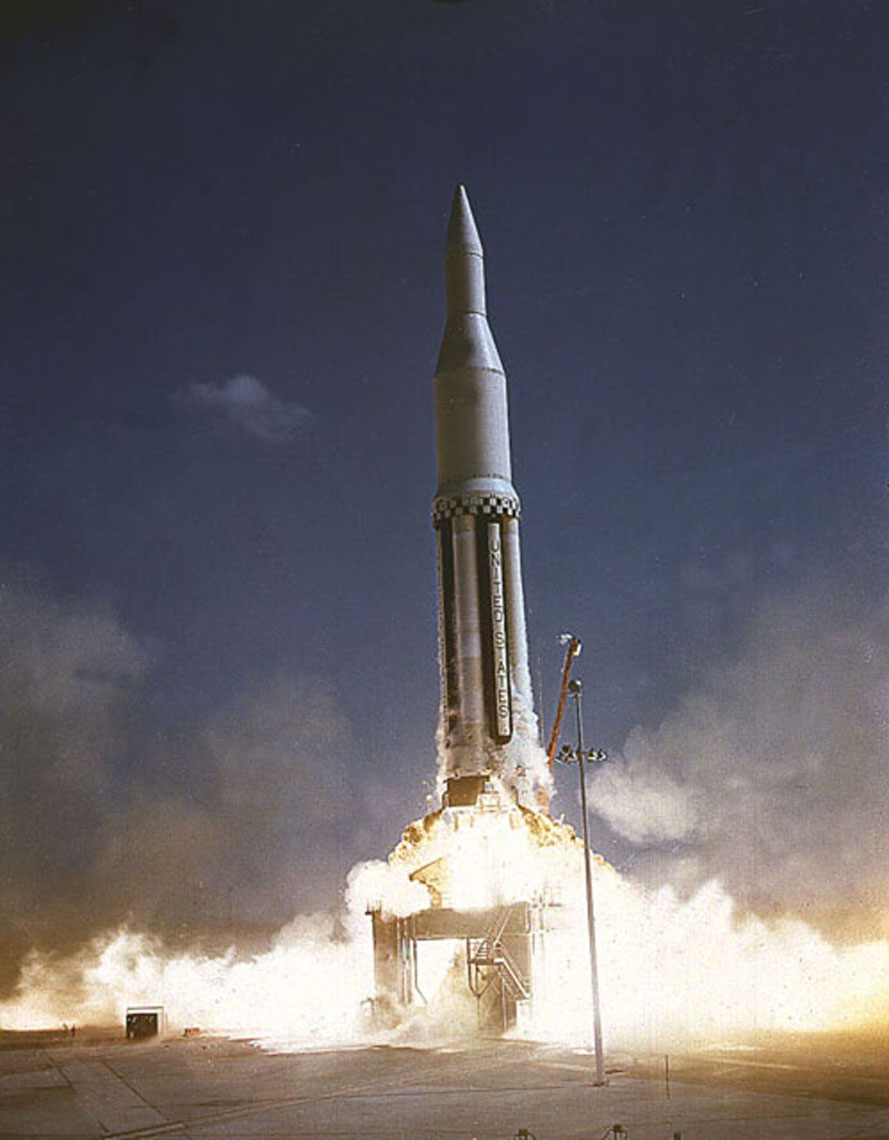
Druhá raketa SA-2

Přípravy trvaly dva měsíce od připlutí součástí na Cape Canaveral po vypuštění 25. dubna 1962. Startovní procedury byly stejné jako při předchozí misi a probíhaly stejně hladce. Let byl opět suborbitální, ale tentokrát měla raketa pouze 83% paliva. Po dosažení sto pěti kilometrové výšky byly odpáleny nálože a voda byla rozptýlena do okolí. Pět sekund po explozi byly pozemními pozorovateli zaznamenány tvořící se ledové mraky, které poté vystoupaly do výšky 160 km. Při minulém letu se objevilo šplouchání paliva v nádržích. Tentokrát již byly nádrže vybaveny přepážkami, které tomu zabránily.